# Восточно-Европейская платформа
Восто́чно-Европе́йская платфо́рма (Ру́сская платфо́рма, также чеш. fenosarmatia) — один из крупнейших относительно устойчивых участков земной коры, относящийся к древним (дорифейским) платформам. Занимает территорию Восточной Европы между каледонскими складчатыми сооружениями Норвегии на северо-западе, герцинскими складками Урала на востоке и альпийскими складчатыми хребтами Карпат, Крыма и Кавказа на юге. Морфологически Восточно-Европейская платформа представляет собой равнину, расчленённую долинами крупных рек (см. Восточно-Европейская равнина).

## Состав
В состав Восточно-Европейской платформы входят Балтийский, Украинский щиты и Русская плита. Общая площадь платформы составляет 5,5 млн км².
На большей части площади Восточно-Европейская платформа имеет докембрийский складчатый фундамент, почти везде перекрытый горизонтально залегающими осадочными породами. Он залегает на глубине 1—2 км в пределах Московской синеклизы и среднего Поволжья и более 5 км — в Днепровско-Донецкой и Прикаспийской впадинах. Фундамент, сложенный кристаллическими сланцами и гранитами, выступает на поверхность в пределах Балтийского (Фенно-скандинавского) и Украинского (Азовско-Подольского) щитов. Кроме того, он подходит к поверхности в пределах Воронежского массива, где с докембрием связаны залежи железной руды Курской магнитной аномалии.
Большая часть Украинского щита и антеклиз в позднем протерозое — начале палеозоя входили в состав обширного выступа фундамента, называемого Сарматским щитом. Начиная с середины девона Сарматский щит испытывал дифференцированное погружение, особенно на северо-востоке, где сформировалась Волго-Уральская антеклиза, состоящая из нескольких сводов (Токмовского, Татарского, Сысольского, Коми-Пермяцкого, Башкирского, Жигулёвско-Пугачёвского, Оренбургского), разделённых седловинами и прогибами.
Осадочный чехол Восточно-Европейской платформы в северо-западной, средней и северо-восточной частях сложен главным образом морскими (кембрий, ордовик, силур, верхний девон, средний и верхний карбон, нижняя пермь) и континентальными (средний девон, угленосный нижний карбон Подмосковного бассейна, верхняя пермь) отложениями палеозоя. С ними связаны месторождения горючих сланцев (Эстония и Ленинградская область) и бокситов (Ленинградская область). Мезозойские отложения распространены главным образом в центральных (морская юра), южных (морские меловые отложения) и юго-восточных частях Восточно-Европейской платформы.
На юге платформы имеются также отложения палеогеновой и неогеновой систем, с которыми связаны месторождения марганца (г. Никополь). В Днепровско-Донецкой впадине достигают большой мощности угленосные отложения каменноугольного возраста. В палеозойских отложениях Волго-Уральской области и Днепровско-Донецкой впадины и в мезозое Прикаспийской впадины (р. Эмба) сосредоточены крупные месторождения нефти.